# Metropolis Media
A Metropolis Media 2007-ben létrejött, magyar science-fiction könyv- és magazinkiadó.

## Kiadványai

### Folyóiratok, antológiák
- Galaktika magazin
- Galaktika XL
- MetaGalaktika
- HiperGalaktika

### Könyvek
- Metropolis Könyvek[3]
- Galaktika Fantasztikus Könyvek[4]
- Galaktika Start Könyvek
- Kozmosz Krimik
- Nobel-díjas klasszikusok

## Elérhetőségei
- Székhelye: 2724 Újlengyel, Határ út 12.
- Szerkesztőség: 1024 Budapest, Fény utca 2., I/4.
- Telefon: (06-1) 457-0250[5]
- E-mail: szerkesztoseg@galaktika.hu
- Web: galaktika.hu